# Е (паротяг)
Е (рос. Э) — серія російських, а потім радянських магістральних вантажних паровозів типу 0-5-0. За кількістю побудованих локомотивів (близько 11 тисяч) і за загальною тривалістю випуску паровоз Е є абсолютним рекордсменом в історії світового паровозобудування.

## Передумови створення
У 1909 року, ескізний проєкт паровоза типу 0-5-0 був складений начальником служби тяги Владикавказької залізниці дороги М. Є. Правдосудовічем та завідувачем технічним бюро цієї служби В. І. Лопушинським. Паровоз типу 0-о-0, призначався для вантажної служби і мав компонуватись топкою Бельпера, мати площу колосникової решітки 4 м², випаровуєму поверхню нагріву 164 м², двухоборотний пароперегрівач Шмідта з поверхнею нагріву 45 м²; двоциліндрову парову машину простої дії, діаметр циліндрів 590 мм, хід поршня 700 мм, діаметр рушійних коліс 1300 мм. Передбачалося, що проєктований паровоз типу 0-5-0 зможе добре вписуватися в криві радіусом 160 метрів. Ескізний проєкт передбачав: як ведучу 4-колісну пару; бандажі всіх рушійних колісних пар з повнопрофільними гребенями (ребордами); розбігу 1-ї, 3-ї, і 5-ї осей відповідно ± 24 мм; ± 15 мм; ± 16 мм
Проєкт був направлений в Міністерство шляхів сполучення для отримання дозволу на будівництво. Після затвердження Міністром шляхів сполучення рішення комісії паровоз типу 0-5-0 отримав право на існування. На замовлення Владикавказької залізниці, ескізний проєкт паровоза був направлений на Луганський паровозобудівний завод для розробки на його основі робочого проєкту і серійного будівництва.
Внаслідок творчої переробки ескізного проєкту типу 0-5-0, розробленого Вацлавом Лопушинський та фахівцями Луганського заводу, в умовах вкрай критичного ставлення до проєкту з боку МШС, був створений найбільш вдалий вантажний паровоз дореволюційної побудови, найбільш пристосований для умов експлуатації на всій мережі доріг Російської імперії, один із найнадійніших паровозів у світі.

## Виробництво та експлуатація

### Паровози серії Е типу Владикавказької залізниці
У 1912 Луганський паровозобудівний завод випустив перші 15 паровозів замовлені Владикавказькою залізницею. Вони отримали позначення серії «Е» та номери з № 901 по 915. В другій половині 1913 року, було випущено ще 15 паровозів серії Е № 916 ÷ 930. Усі паровози побудови 1912—1913 років, були одразу пристосовані заводом для нафтового опалення та відправлені на Владикавказьку залізницю без тендерів. Там вони були обладнані уніфікованими 4-вісними тендерами конструктивного типу Владикавказької залізниці, а в період 1915—1918 років усі паровози були забезпечені уніфікованими 4-осними тендерами конструктивного типу Путилівського заводу, які застосовувалися на всіх паровозах серії Е подальших випусків, включаючи паровози серії Еу і Ем перших випусків. У 1914 році, усім паровозам Е типу Владикавказької дороги, був привласнений додатковий літерний індекс «Л1» — Ел1.

### Паровози серії Е типу Північно-Донецької залізниці (тип 1914, посилений варіант 1914)
У січні-квітні 1914 року, Луганський завод побудував 28 паровозів серії Е № 601 ÷ 628 для Північно-Донецької залізниці. Порівняно з першими паровозами серії Е, ці паровози, на вимогу дороги-замовника, були пристосовані для вугільного опалення і мали конструктивні відмінності: діаметр циліндрів збільшений з 600 до 630 мм; уніфікована конструкція 1-ї і 5-ї, 2-ї і 4-ї рушійних колісних пар; змінені кількість та конструктивне виконання пісочних бункерів, розташованих на бічних майданчиках вздовж котла; 4-вісний тендер уніфікованого конструктивного типу Путилівського заводу вперше в практиці російського паровозобудування, був дообладнаний металевою контр-будкою.
До листопада 1914 року, Луганський завод, на замовлення Північно-Донецької залізниці, побудував 8 одиниць паровозів серії Е «посиленого варіанту 1914» № 629 ÷ Е 636, а, до грудня 1914 року, ще 89 одиниць: Е 637 ÷ Е 653. До кінця 1914 року, досвід експлуатації на Північно-Донецькій залізниці, паровозів серії Ел2, що мали котел посиленого типу з вищими технічними параметрами, показав, що для цих папровозів діаметр циліндрів 630 мм обмежує силу тяги. Через це було прийнято рішення збільшити діаметр циліндрів з 630 до 650 мм. З кінця 1914 року, як експеримент Луганський завод побудував за державним замовленням 8 паровозів серії Е, для казенних залізниць — чотири для Південної і чотири для Катерининської, які з часом отримали індекс Ел2. 1915 року, паровоз Ел2 632 пройшов тягово-теплотехнічні випробування на Північно-Донецькій залізниці. Згодом, в процесі експлуатації, при виконанні капітальних ремонтів, на всіх паровозах серії Ел2 була проведена заміна циліндрів парової машини, з установкою циліндрів діаметром 650 мм, при цьому відмітний індекс «л2» був скасований.
З кінця 1914 року, за замовленням приватної Рязано-Уральської залізниці, Луганський завод побудував, за зміненими кресленнями, 20 одиниць паровозів серії Е № 1101 ÷ Е1120.

### Паровози серії Е типу 1915, замовлення казенних залізниць

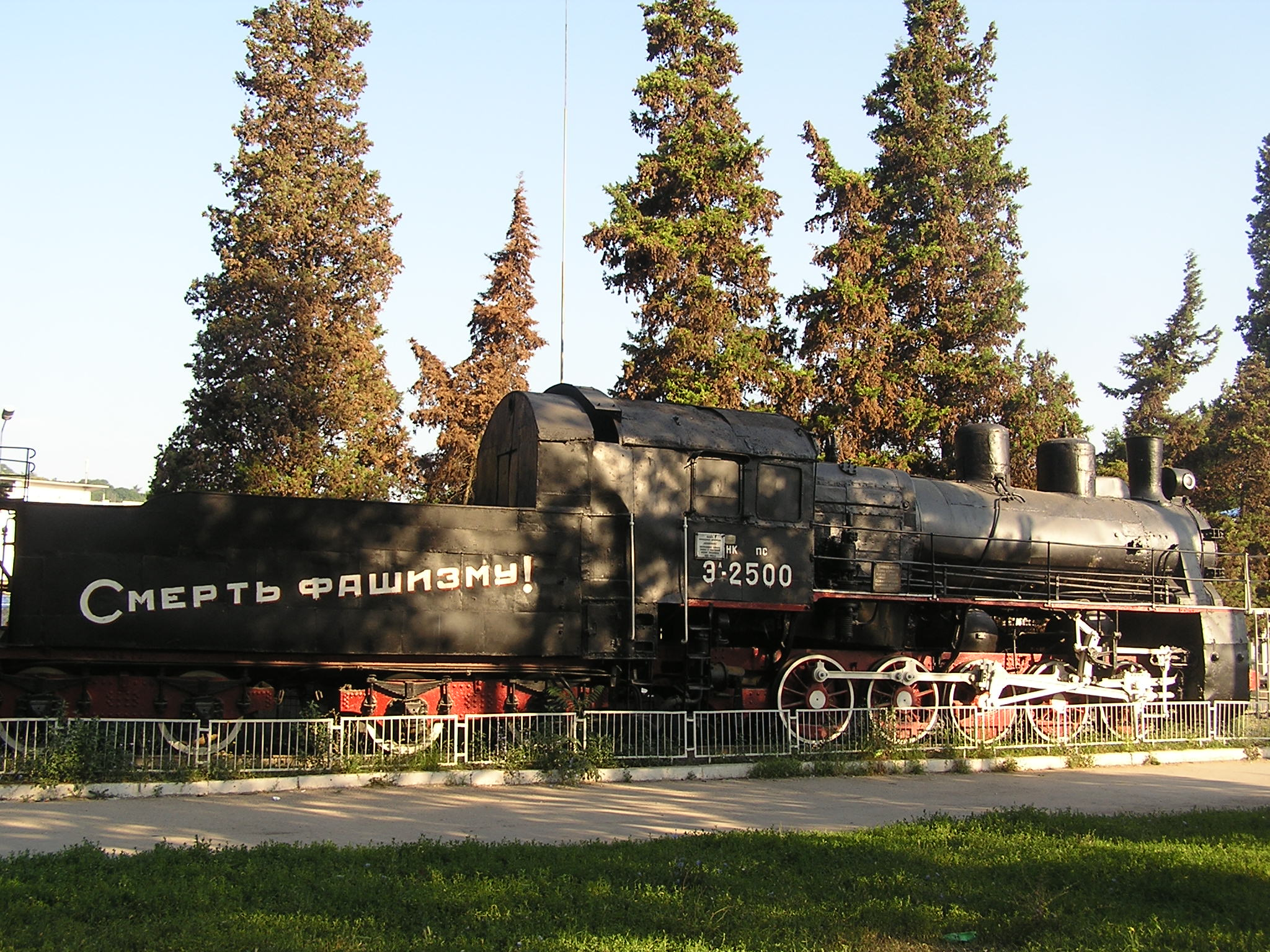
Паровоз Е^{л} в Севастополі

До літа 1914 року, накопичений досвід експлуатації паровозів серії Е на Владикавказькій та Північно-Донецької залізницях, показав їх абсолютну перевагу над паровозами типу 1-4-0 серії Щ. 20 вересня 1914 були затверджені технічні параметри для паровозів серії Е замовлення казенних залізниць, які порівняно з паровозами попередніх випусків Ел1 та Ел2 передбачали їх посилення та модернізацію. Переробку робочого проєкту здійснив Луганський завод. Були, зокрема, внесені такі конструктивні зміни: циліндрична частина котла утворена з трьох телескопічних барабанів (замість двох); опори топки котла виконані гнучкими, утвореними двома вертикальними сталевими листами (замість бічних ковзних опор); на лобовому листі топки, в будці машиніста, встановлені два вертикальних інжектори Фрідмана класу RS-11 з сіткою; в системі вихлопу застосований витяжний конус змінного перерізу; в системі паророзподілення машини застосовані байпаси Зяблова замість пароповітряних клапанів Лопушинського та Альошникова; бункер пісочниці, спочатку прямокутної, а згодом циліндричної форми, з повітряним приводом системи Брюгемана встановлений зверху на 2-му барабані котла, замість пісочних бункерів з ручним приводом, що розташовувалися на бічних майданчиках, уздовж котла; для обслуговування локомотивної та поїздної гальмівної систем, на правій майданчику котла, в районі топки, встановлений вертикальний пароповітряний насос системи «тандем». З кінця 1914 року, прийнято рішення збільшити діаметр циліндрів з 630 мм до 650 мм.
У грудні 1915 року, Луганський завод почав будувати паровози серії Е для приватних та казенних залізниць з циліндрами діаметром 650 мм. Ці паровози отримали найменування «варіант 1915». Першим був побудований паровоз Е 7021 для Катерининської залізниці. Тендери для паровозів Е «варіант 1915», за винятком замовлених Північно-Донецькою залізницею, переважно випускалися без контр-будок.
З 1915 року, за робочими кресленнями Луганського заводу, паровози серії Е почали будувати Сормовський та Харківський заводи, а з 1916 року, Коломенський і Брянський. Освоєння виробництва паровозів серії Е на цих заводах супроводжувалося технологічним переоснащенням. З урахуванням місцевих особливостей виробництва, в конструкцію паровозів серії Е вносилися несуттєві конструктивні зміни, спрямовані на зниження собівартості, що призвело до незначних індивідуальних зовнішніх конструктивних відмітних ознак паровозів серії Е побудованих на різних заводах. Найбільшу кількість змін до початкового робочий проєкт Луганського заводу, вніс Харківський паровозобудівний завод (ХПЗ), що навіть стало підставою для введення для них окремоголітерного індексу Ех.
Всього, в період з 1912 по 1916 рік було побудовано 1528 паровозів серії Е.

### Паровози серії Е «полегшеного типу»

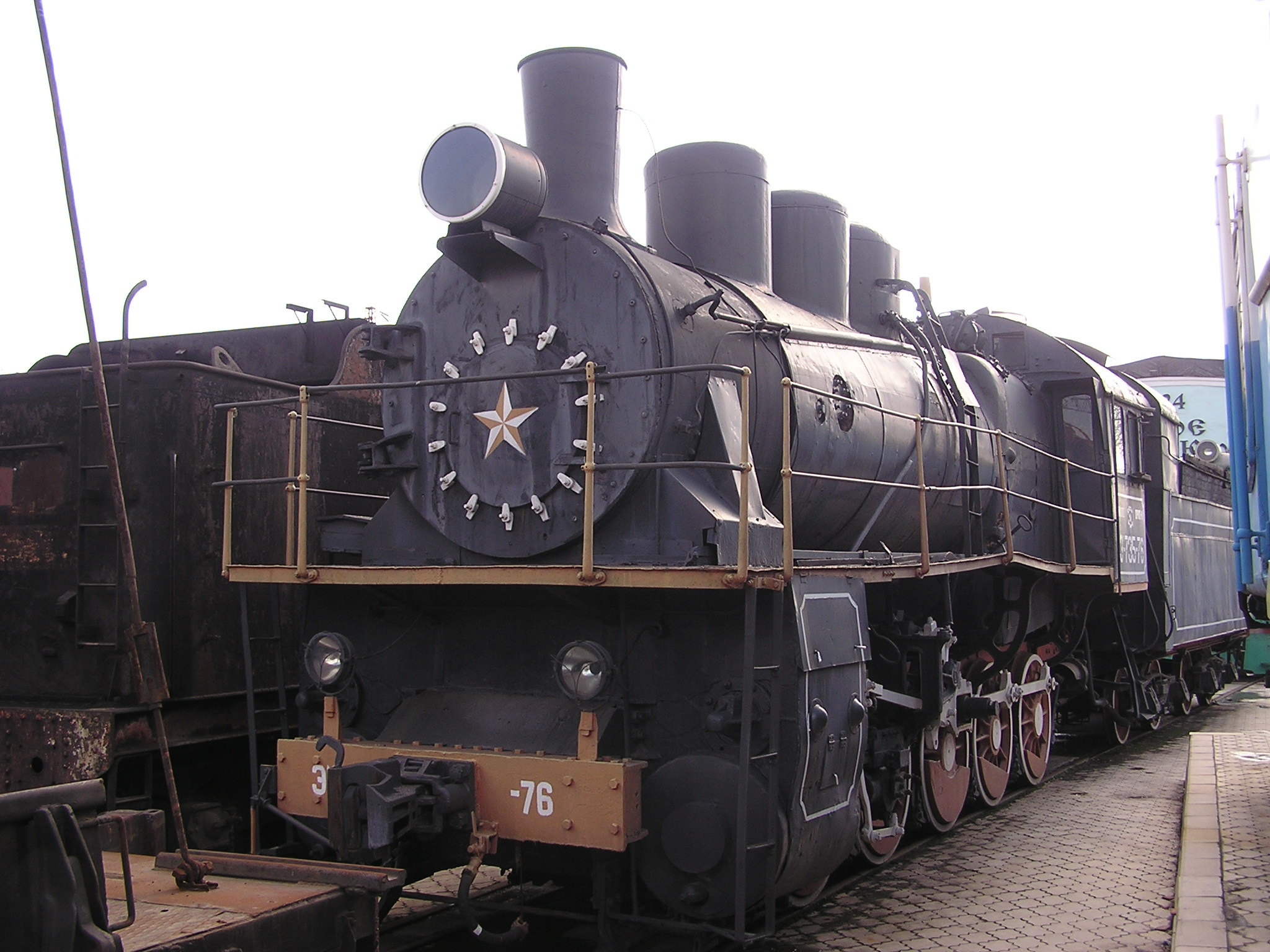
Паровоз Е^{м} в музеї Донецької залізниці

У 1916 році Луганський завод на замовлення Акціонерного Товариства Тавризької залізниці розробив полегшений варіант паровоза серії Е. Зниження навантаження на рейки досягалося за рахунок зменшення товщини листів: кожуха топки з 17 до 15 мм; ухватного листа топки з 19 до 18 мм; листів циліндричної частини котла з 16,5 до 15,5 мм; бічних полотнищ головної рами з 32 до 30 мм. Крім того, була зменшена товщина бандажів рушійних коліс з 75 до 65 мм. Всього Луганський завод побудував 8 паровозів Е «полегшеного типу».

### Паровози серії Е воєнного замовлення (тип 1917)
З початком Першої світової війни в конструкцію паровоза Е «урядового замовлення» (тип 1915) Луганський завод вніс зміни, переважно пов'язані з заміною мідних деталей сталевими. Починаючи з паровоза Е 648, побудованого 1916 року, для Північно-Донецької залізниці, в конструкцію котла були внесені такі зміни: замість мідної топки та топкових зв'язків вперше виготовлена топка Бельпера і її зв'язки з котельної сталі, що призвело до зменшення маси деталей утворюючих топку з 2,8 до 1,5 тонн, а зв'язків з 0,8 до 0,6 тонн; одночасно було змінено кількість димогарних та жарових труб в циліндричної частини котла. Фактично, період освоєння виробництва паровозів серії Е «тип 1917», на російських, а потім та радянських заводах, що продовжували по інерції добудову з наявного заділу, паровозів Е «тип 1915», виявився достатньо тривалим та нерівномірним. Така ситуація склалася під впливом несприятливих факторів Першої світової війни, революційних подій та подальшою Громадянською війною в Росії.

### Паровози серії Ем& Ер
Довоєнні паровози серії Ер побудови 1933-1936-х років

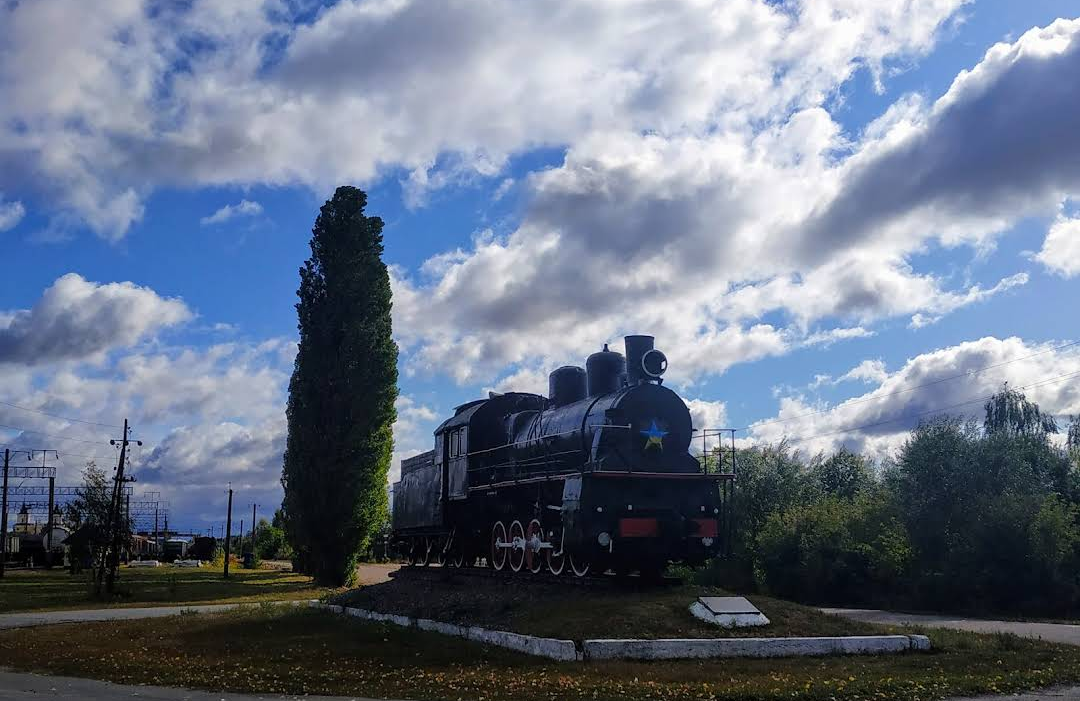
Паровоз Е^{м} на станції Бахмач-Пасажирський

У 1933 році конструкційна вага паровозів Ем значно знизився, внаслідок широкого застосування зварювання в конструкції котла та відмови від живильного ковпака, водоочищувача та грязьовика. Однак, при цьому навантаження на 4-ту і 5-ту осі зменшилася з 17 до 14,4 тонн… Для усунення факторів, що викликають схильність паровоза до боксування, потрібно було знайти конструктивні рішення, які б змістили центр ваги паровоза аби довантажити задні осі. У березні 1933 року з ініціативи НКШС було прийнято рішення: «Доручити Главтяжмашу розробити для паровоза Ем конструктивні заходи, що забезпечують як збільшення зчіпної ваги паровоза, так і більш рівномірний його розподілу по осях…»
В тому ж році інженер Інституту реконструкції тяги І. В. Пірин, запропонував подовжити топку паровоза Ем при збереженні її ширини. Подовжена, внаслідок чого важча, топка довантажувала б задні осі забезпечуючи рівномірний розподіл зчіпної ваги по осях. При цьому зростала сила тяги паровоза як по котлу за рахунок збільшення площі колосникової решітки та об'єму топкової частини, так і по зчіпній вазі.
Влітку 1933 року, Науково-дослідний інститут реконструкції тяги на основі пропозиції Пірина розробив робочий проєкт подовження топки паровоза Ем як в варіанті переробки вже побудованих паровозів Ем, так і у варіанті для будівництва нових. Переробка здійснювалася зварюванням смуг шириною 539-мм, в кожух та вогневу коробку топки, між другим та третім рядами в'язей. Головна рама розрізалась в її задній частині, туди вварювались вставки шириною 450 мм. При цьому площа колосникової решітки зросла з 4,46 до 5,09 м2, її об'єм — з 7,39 до 8,67 м.куб. На перший барабан котла був знову встановлений живильний ковпак… Зчіпна вага зросла до 83,3 т. Інші параметри залишилися без змін.
Наприкінці 1933 року, Муромський паровозоремонтний завод переробив перший паровоз Ем723-12. У січні-лютому 1934 року паровоз пройшов тягово-теплотехнічні випробування на дослідному кільці НДІРТ в Щербинці. Під час випробувань паровозу був наданий відмітний індекс серію «р» (реконструйований). Випробування та подальша дослідна експлуатація паровоза Ер723-12, спільно з паровозами Еу та Ем, на Московсько-Курській залізниці показали, що порівняно з серійним Ем потужність зросла на 10-15 %, а коефіцієнт корисної дії — на 8 %.
За результатами експлуатаційних випробувань паровоза Ер з подовженою топкою, в НКШС і НКТП було прийнято рішення з кінця 1934 року будувати паровози Ер замість паровозів Ем на Брянському та Ворошиловградському заводах. Протягом 1935 року, паровози Ер будували Ворошиловградський і Брянський заводи. У 1935 році Ворошиловградський (Луганський) завод випустив свій останній паровоз Ер 743-79, і у 1936 році паровози Ер будував лише Брянський завод. Останнім паровозом серії Ер став Е р 744-43.
Всього у 1934—1936 роках, Ворошиловградський і Брянський заводи, на замовлення НКШС побудували близько 300 паровозів серії Ер.
Паровози Ер побудови Коломенського заводу 1943—1944 років
З початком німецько-радянської війни будівництво паровозів в СРСР було припинене. Лише на організованому незадовго до війни Улан-Уденському паровозовагоноремонтному заводі завершили збірку евакуйованих з Ворошиловграда паровозів типу ФД, ІС та СО.
1943 року з метою відновлення випуску паровозів на Коломенському машинобудівному заводі (КМЗ) був перероблений довоєнний робочий проєкт Ер під позначенням П28 відповідно до якого було організовано серійне виробництво паровозів серії Ер. Зовнішній вигляд Ер «П-28» дещо змінився: від установки живильного ковпака на 1-му барабані котла відмовилися; на котлі, замість трьох ковпаків встановлювався подовжений кожух, що об'єднував сухопарний ковпак та пісочні бункери, силові вузли головної рами, колісні пари, букси та вузли рушійного механізму виконані посиленими-уніфікованими з паровозами серії СО та ін. Проєкт передбачав застосування більш місткого 4-вісного тендера тип «П-27». Цей тендер мав високі борти, що доходили до даху будки, і вміщував 18 т вугілля та 27,2 м.куб. води, візки мали подвійне ресорне підвішування.
Всього в 1943—1944 роках Коломенський завод випустив 22 паровози Ер750 (проєкт «П-28»), включаючи паровози з котлами та тендерами від паровозів Су. Ці паровози стали останніми паровозами серії Е.
Базовий робочий проєкт П-28 був прийнятий за основу для замовлення багатосерійного виробництва паровозів Ер (тип 1949 р.) в європейських державах-сателітах — Угорщини, Румунії, Чехословаччині, Польщі для мережі залізниць СРСР.